# Онохинское муниципальное образование
Онохинское муниципальное образование — сельское поселение в Тюменском районе Тюменской области Российской Федерации.
Административный центр — село Онохино.

## История
Статус и границы сельского поселения установлены Законом Тюменской области от 5 ноября 2004 года № 263 «Об установлении границ муниципальных образований Тюменской области и наделении их статусом муниципального района, городского округа и сельского поселения».

## Население
| 2010  | 2011  | 2012  | 2013  | 2014  | 2015  | 2016  |
| ----- | ----- | ----- | ----- | ----- | ----- | ----- |
| 4390  | ↗4394 | ↗4434 | ↗4473 | ↘4439 | ↗4474 | ↗4560 |
| 2017  | 2018  | 2019  | 2020  | 2021  |       |       |
| ↗4618 | ↘4593 | ↗4659 | ↗4744 | ↗4794 |       |       |

## Состав сельского поселения
| № | Населённый пункт | Тип населённого пункта       | Население |
| - | ---------------- | ---------------------------- | --------- |
| 1 | Головина         | деревня                      | ↗349      |
| 2 | Онохино          | село, административный центр | ↗4445     |